# Krumsø Sogn
Krumsø Sogn  ist eine Kirchspielsgemeinde (dän.: Sogn) auf der Insel Lolland im südlichen Dänemark. Sie entstand am 1. Januar 2022 durch Zusammenlegung der bis dahin selbständigen Sogne Øster Ulslev Vester Ulslev und Godsted. 
Bis 1970 gehörten die Sogne zur Harde Musse Herred im damaligen Maribo Amt, danach zur Nysted Kommune im Storstrøms Amt, die im Zuge der Kommunalreform zum 1. Januar 2007 in der Guldborgsund Kommune in der Region Sjælland aufgegangen ist.
Im Kirchspiel leben 786 Einwohner, davon 224 im Kirchdorf Øster Ulslev (Stand: 1. Januar 2023).
Im Kirchspiel liegen die „Øster Ulslev Kirke“, „Vester Ulslev Kirke“ und „Godsted Kirke“.

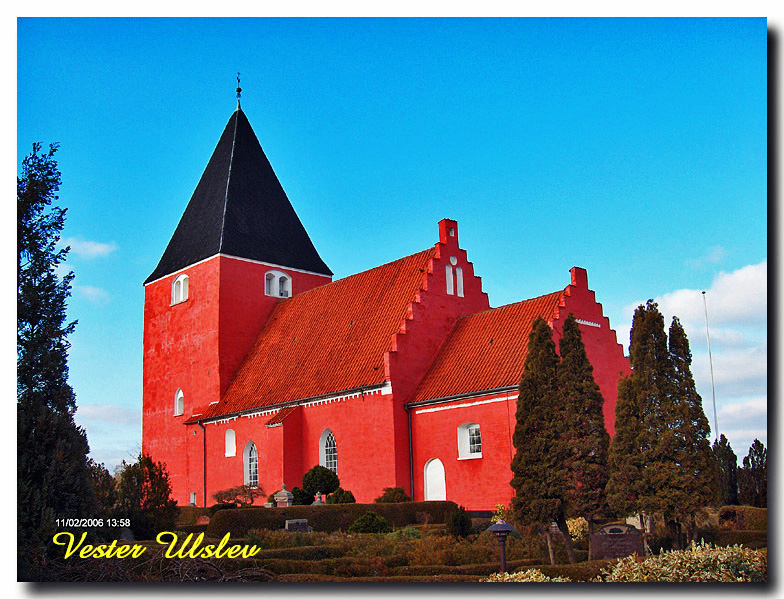
Vester Ulslev Kirke
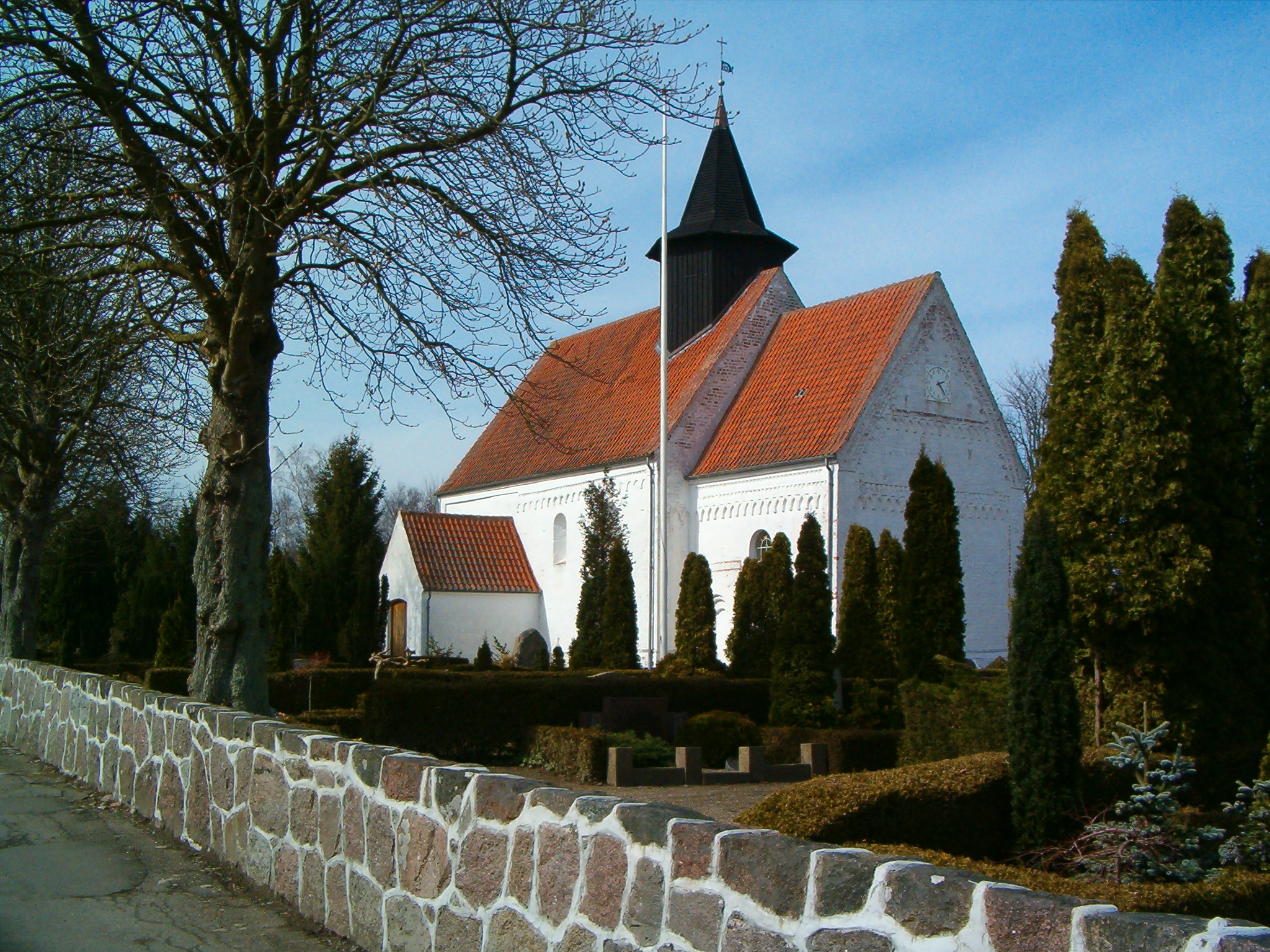
Øster Ulslev Kirke
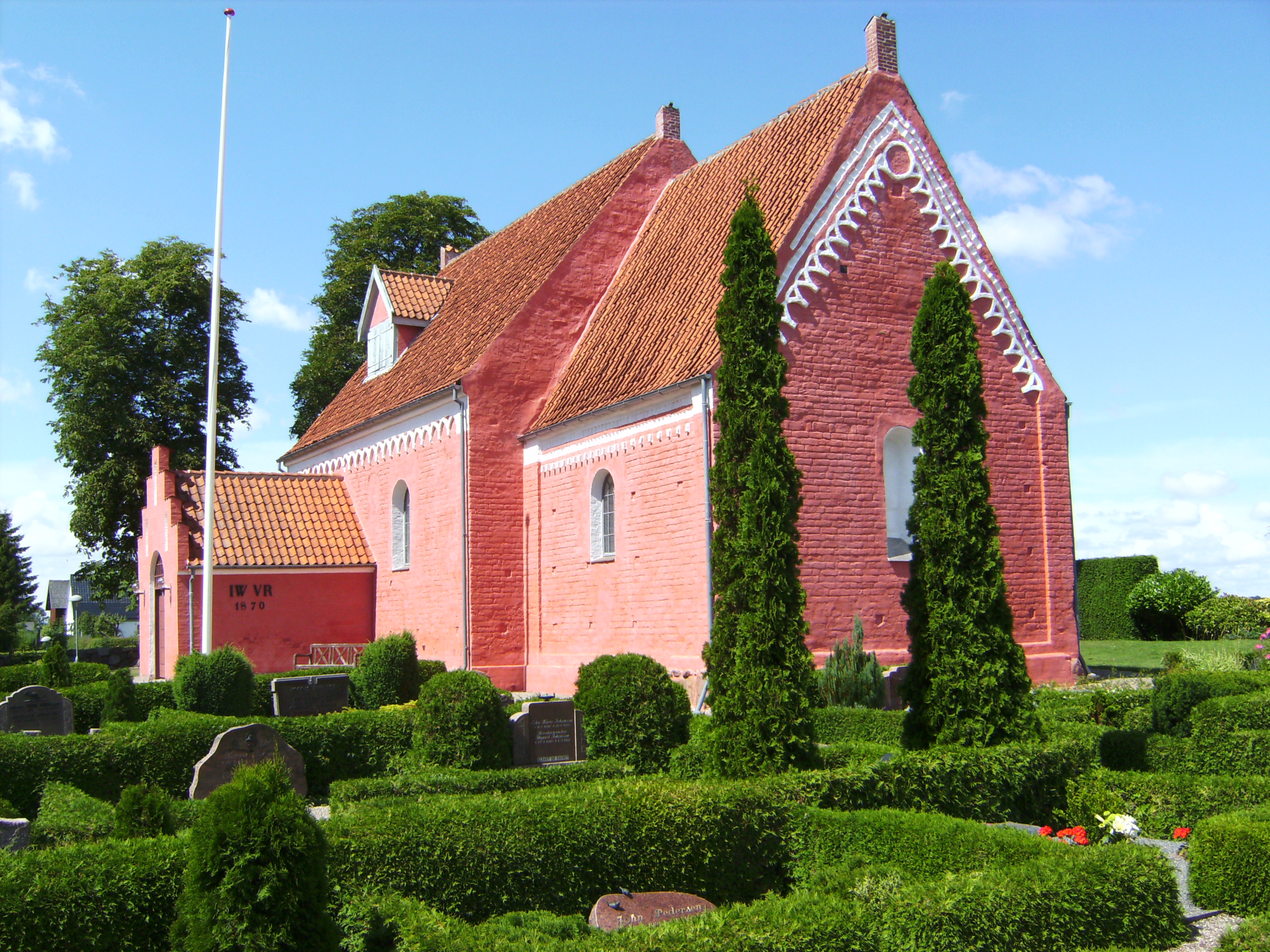
Godsted Kirke

Nachbargemeinden sind im Norden Engestofte Sogn und Slemminge Sogn, im Osten Musse Sogn und Herritslev Sogn, ferner in der benachbarten Lolland Kommune im Südwesten Errindlev Sogn und im Westen Fuglse Sogn und Krønge Sogn.